# Народен оркестър „Шоп“
Народен оркестър „Шоп“ е български салонен оркестър, изпълняващ главно преработена народна музика, съществувал през 1897 – 1932 година.
Оркестърът е създаден през 1897 г. от Никифор Кръстев, преди това флейтист в оркестъра на Военното училище, с 15 музиканти в Пловдив, но малко по-късно се премества в София. През годините в групата участват между 15 и 22 певци и инструменталисти. Тя свири редовно в различни заведения, сред които е бирарията на Щърбанов срещу Модерен театър, станала известна с името „При шопите“, заради честите участия на оркестъра.
Народен оркестър „Шоп“ концентрират във всички по-големи градове в България, а от края на 20-те години провежда мащабни турнета с целодневни концерти на различни панаири. Оркестърът става ядро на сборна панаирджийска формация, в която участва и други известни изпълнители, като Коста Крушовенски, Тинко Станчев, Доротей Василев, Мустафа Курдоолу, Ахмед Ахмедов, Джип, Борис Робев, Пенка Иванова. Оркестърът е сред първите български изпълнители с множество реализирани звукозаписи.
Изпълняват също стари, възрожденски и градски песни, както и китки от популярни руски песни. Изпълняват музикалните картини „Шопска идилия“, „Овчарска идилия“, „Изгудената поща“, както „Действието на VI търновски пехотен полк на фронта“, написана специално за оркестъра от Маестро Георги Атанасов. Преустановява дейността си през 1932 г.